# Agnieszka Skalniak-Sójka
Agnieszka Skalniak-Sójka, née le 22 avril 1997 à Muszyna, est une coureuse cycliste polonaise. Elle est notamment championne d'Europe du contre-la-montre juniors en 2015.

## Biographie

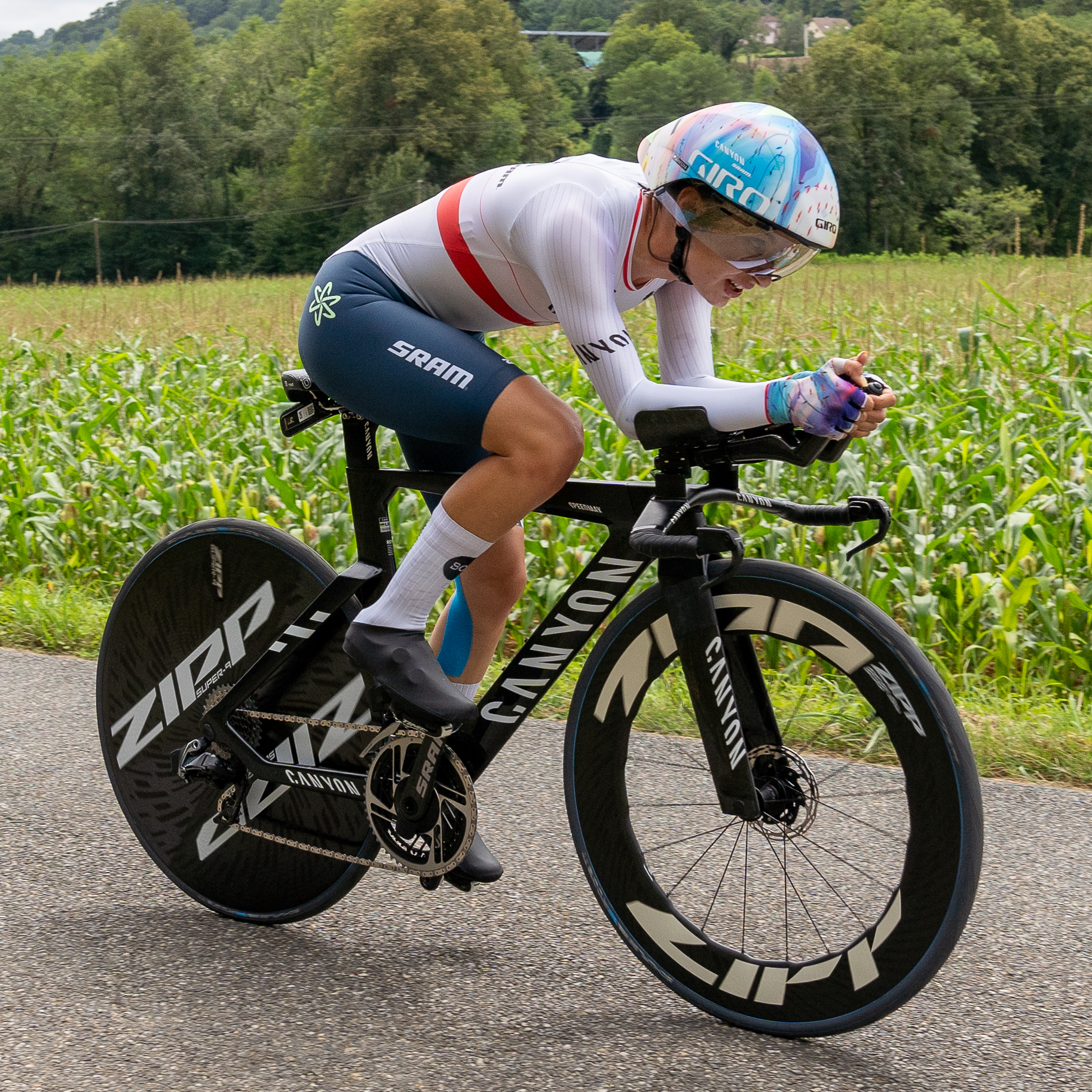
Agnieszka Skalniak lors du contre-la-montre final du Tour de France

Chez les juniors (moins de 19 ans), Agnieszka Skalniak remporte deux médailles de bronze aux championnats du monde sur route (2014 et 2015) et devient championne d'Europe du contre-la-montre juniors à Tartu en août 2015. Cette année-là, elle est également championne de Pologne sur route juniors.
Au cours des années suivantes, elle court dans diverses équipes professionnelles et remporte notamment une victoire d'étape en 2018 dans le Tour de Feminin - O cenu Ceskeho Svycarska, une course de catégorie 2.2. Elle monte également sur le podium aux championnats de Pologne, terminant troisième du contre-la-montre individuel de 2017 et deuxième de la course en ligne de 2019.
En 2020, elle se marie et prend le double nom de Skalniak-Sójka. Au cours des deux années suivantes, elle court pour une équipe polonaise appelée Mat Atom Deweloper, qui n'est pas enregistrée au niveau international en 2021. L'équipe est renommée ATOM Deweloper Posciellux.pl Wrocław en 2022 et court avec une licence d'équipe continentale féminine UCI. Elle remporte ainsi de nombreux succès, principalement dans les courses de catégorie 2.2, bénéficiant de ses qualités en contre-la-montre. Elle devient également championne de Pologne du contre-la-montre et gagne le Tour de Belgique, une course par étapes en catégorie 2.1.
Pour la saison 2023, elle obtient un contrat avec Canyon-SRAM Racing, une équipe de la plus haute catégorie (UCI Women's WorldTeam). Lors de sa première sortie, le Tour des Émirats arabes unis, elle remporte le classement des sprints intermédiaires. En juin, elle réitére sa victoire au championne de Pologne du contre-la-montre. En juillet, elle participe au Tour de France Femmes et est désignée coureuse la plus combative de la sixième étape après une longue tentative d'échappée. Elle est septième des championnats du monde de contre-la-montre, avant d'être échappée sur la course en ligne.

## Palmarès

### Par année
- 2014
  -  Médaillée de bronze du championnat du monde sur route juniors
- 2015
  -  Championne d'Europe du contre-la-montre juniors
  -  Championne de Pologne sur route juniors
  -  Médaillée de bronze du championnat du monde sur route juniors
- 2017
  - 3e du championnat de Pologne du contre-la-montre
  - 6e du championnat d'Europe du contre-la-montre espoirs
- 2018
  - 2e étape du Tour de Feminin - O cenu Ceskeho Svycarska
  - 10e du championnat d'Europe sur route espoirs
  - 10e du championnat d'Europe du contre-la-montre espoirs
- 2019
  - 2e du championnat de Pologne sur route
  -  Médaillée d'argent de la course en ligne par équipes des Jeux mondiaux militaires
  - 9e du championnat d'Europe du contre-la-montre espoirs
- 2021
  - Belgrade GP Woman Tour : 
    - Classement général
    - 1re étape (b)
- 2022
  -  Championne de Pologne du contre-la-montre
  - Gracia Orlová
    - Classement général
    - 1re, 4e et 5e étapes

  - Tour d'Estonie
  - Tour de Belgique : 
    - Classement général
    - Prologue (contre-la-montre)

  - Princess Anna Vasa Tour :
    - Classement général
    - 1re, 2e et 3e étapes

  - Tour de Toscane : 
    - Classement général
    - Prologue du  (contre-la-montre)

  - 3e du Visegrad 4 Bicycle Race - GP Hungary
  - 10e du championnat d'Europe du contre-la-montre
- 2023
  -  Championne de Pologne du contre-la-montre
  - 6e du Tour de Burgos
  - 7e du championnat du monde du contre-la-montre
- 2025
  -  Championne de Pologne du contre-la-montre
  - 3e du championnat de Pologne sur route

### Résultats sur les grands tours

#### Tour de France
3 participations
- 2023 : 54e
- 2024 : 87e
- 2025 : non-partante (5e étape)

#### Tour d'Italie
1 participation
- 2024 : 50e

#### Tour d'Espagne
1 participation : 
- 2025 : 53e

### Classements mondiaux
| Année                                 | 2017 | 2018 | 2019 | 2020 | 2021 | 2022 | 2023 | 2024 |
| ------------------------------------- | ---- | ---- | ---- | ---- | ---- | ---- | ---- | ---- |
| Classement UCI                        | 499e | 240e | 286e | 242e | 222e | 46e  | 79e  | 207e |
| UCI World Tour                        | nc   | nc   | 158e | nc   | nc   | nc   | 86e  | 130e |
|                                       |      |      |      |      |      |      |      |      |
| Légende : nc = non classéSource : UCI |      |      |      |      |      |      |      |      |